# بيث هولواي
بيث هولواي (بالإنجليزية: Beth Holloway)‏ هي كاتبة سير ذاتية ومُدرسة أمريكية، ولدت في 1961 في باين بلاف في الولايات المتحدة.

## وصلات خارجية
- الموقع الرسمي
- بيث هولواي على موقع IMDb (الإنجليزية)
- بيث هولواي على موقع قاعدة بيانات الفيلم (الإنجليزية)